# جسم بدون أعضاء
الجسم بدون أعضاء (بالأنجليزية: The body without organs, بالفرنسية: Le corps sans organes) هو مفهوم غامض استخدم في أعمال الفلاسفة الفرنسيين جيل دولوز وفيليكس جواتاري. يصف هذا المفهوم الإمكانات غير المنظمة للجسم - ليس بالضرورة أن يكون بشريًا - بدون هياكل تنظيمية مفروضة على الأجزاء المكونة له، وتعمل بحرية. تم استخدام المصطلح لأول مرة من قبل الكاتب الفرنسي أنطونين أرتو في مسرحيته عام 1947 "لقد فعلت بحكم الله" ، والتي قام دولوز بتعديلها لاحقًا في كتابه "منطق المعنى"، وتوسع فيها بشكل غامض من قبله هو وغاتاري في كلا المجلدين من عملهما الرأسمالية والفصام. انطلاقًا من المفهوم التجريدي العام للجسد في علوم ما وراء الطبيعة ، واللاوعي في التحليل النفسي، افترض دولوز وجواتاري أنه بما أن التخيلات الواعية وغير الواعية في الذهان والفصام تعبر عن أشكال ووظائف محتملة للجسد والتي تتطلب تحريره إن حقيقة عملية الاستتباب في الجسم هي أنها محدودة بتنظيمه وأكثر بأعضائه. هناك ثلاثة أنواع من الجسم بدون أعضاء؛ الفارغ، والممتلئ، والمسرطن، بحسب ما وصل إليه الجسد.

## خلفية
تم استخدام عبارة "جسد بلا أعضاء" لأول مرة من قبل الكاتب الفرنسي أنطونين أرتو في نصه الذي نشره عام 1947 في مسرحية "لقد فعلت حكم الله". وبالإشارة إلى مثاله للإنسان كموضوع فلسفي، كتب في خاتمته أنه "عندما تصنعه جسدًا بلا أعضاء، تكون قد حررته من جميع ردود أفعاله التلقائية وأعادته إلى حريته الحقيقية". يُنظر إلى أرتو على أنه ينظر إلى الجسد على أنه صورة مركبة غير دائمة للأفعال التي يتم فرضها على بنية مادية ضعيفة وقمعية؛ في رسالة عام 1933، كتب أنه يجب فهم الأجسام فقط على أنها "طبقات مؤقتة لحالات الحياة".
أعاد دولوز تفسير المصطلح في منطق المعنى ، مستوحى من نص أرتو وعمل المعالج النفسي جيزيلا بانكو؛ هنا، قام بتصور الجسد بدون أعضاء في سياق التحليل النفسي، ملاحظًا أن الممارسة كما كانت ترفض الخلق الشامل لـ BwOs. في صياغات دولوز المبكرة لهذا المفهوم، كان الجسد بدون أعضاء يعتمد على الأعراض المتعلقة بالفصام، مثل الألسنة حيث يتم نطق المقاطع بدون شكل وترتيلها في مجموعات كما لو كانت كلمات. بالنسبة لدولوز، فإن الـGlossolalia يحول الكلمات من ذات قيمة ذرائعية، حيث يكون للكلمات معنى حرفي، إلى " قيم ذات نغمة حصرية [تتعلق بالكلام] وليست مكتوبة"، مما يخلق - في حالة اللغة - أجسادًا لغوية ولفظية بدون أعضاء.

## استخدامات

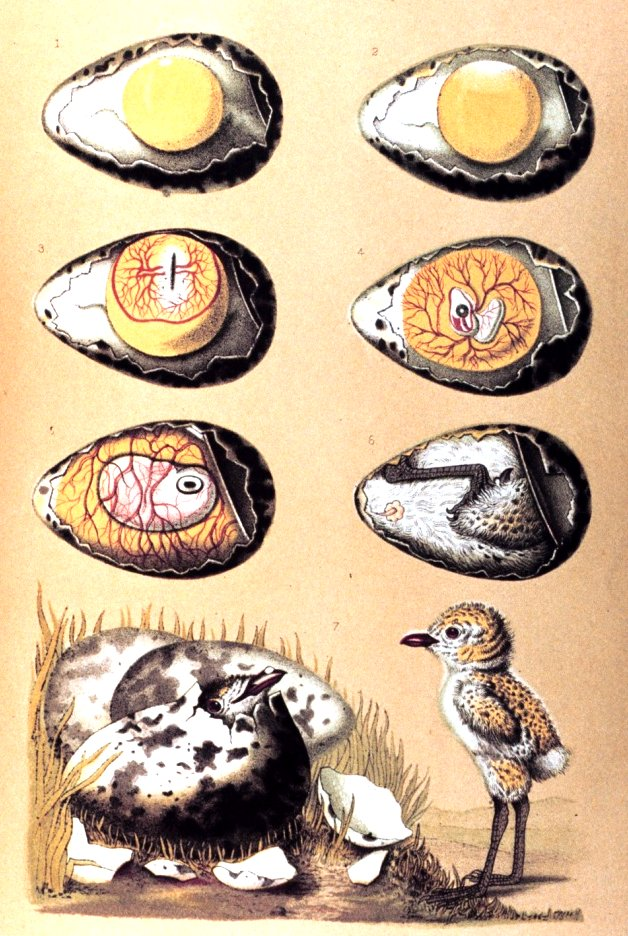
تطور بيضة الطائر؛ فالبيضة رمز بارز للجسد بلا أعضاء في الرأسمالية والفصام.

تم تعريف مفهوم الجسد بدون أعضاء بشكل أساسي من قبل دولوز وغاتاري في مجلدين من أعمالهما الرأسمالية والفصام، وضد أوديب، وألف هضبة. في كلا الكتابين، يتم تعريف الجسد المجرد على أنه عملية ذاتية التنظيم - تنشأ عن العلاقة بين آلة مجردة وتجميع ميكانيكي - والتي تحافظ على نفسها من خلال عمليات التوازن وتحد في الوقت نفسه من الأنشطة المحتملة للأجزاء المكونة لها، أو الأعضاء. الجسم بلا أعضاء هو مجموع النشاط المكثف والعاطفي لكامل إمكانات الجسم وأجزائه المكونة.
يفترض دولوز وجواتاري، استمرارًا لابتعاد صامويل بتلر الجذري عن الحيوية في كتابه «داروين بين الآلات»، أنه بما أن جميع الكائنات الحية لديها نوع من الميول أو الرغبة المجردة - في حالة الحياة غير البشرية مثل النباتات والحيوانات، تتحكم غرائزهم الجينية بشكل متباين في الأفعال التي يقومون بها، فالجسد بدون أعضاء هو المظهر الحتمي وغير المقيد لتلك الميول أو الرغبات التي قد تتخذ أشكالًا غير مسبوقة. إن مفهوم الجسد الذي يشير إليه الجسد بدون أعضاء يرث عناصر من كل من مفهوم المادة الذي اقترحه باروخ سبينوزا ومفهوم "الحجم المكثف" في نقد العقل الخالص لإيمانويل كانط، حيث يتم تعريفه ليس بالمنغلق والمغلق. تحديد النشاط ولكن عن طريق التماسك من خلال الإمكانات العاطفية. يمكن أن يتكون الجسم بدون أعضاء من العديد من الأفعال المختلفة التي تقترب من هدف بعيد المنال، وكثير منها عبارة عن أنشطة تجمعات يخلقها الناس دون وعي وينخرطون فيها دائمًا؛ لكي يصبح جسدًا بلا أعضاء، يجب على المرء التخلص من التقسيم الطبقي (تصنيف الأجزاء المكونة إلى مجموعات)، وبدلاً من ذلك يفسح المجال لما وصفه دولوز وجواتاري بأنه "صيرورة" جوهرية ذات كثافة نقية. الجسد بدون أعضاء لا يقترن بالضرورة بالقضاء على التقسيم الطبقي، بل يشجع على خلق "مساحة سلسة"، وتحويل الجسم بشكل جوهري إلى ما هو أبعد من تصنيفه الحالي.
إن أجساد مرضى الفصام، ومدمني المخدرات، والمصابين بالوسواس - ليست جسدية فحسب، بل مكثفة - هي أمثلة يقدمونها لأجساد بدون أعضاء، لكنهم يحذرون من تكرار أفعالهم؛ لا ينبغي للناس أن يبحثوا عن تجاربهم السلبية، التي أصبحت "جامدة" و"متزججة". في حين يقال إن هذه الأمثلة قد تخلت عن التقسيم الطبقي، إلا أنها لم تتكثف أبدًا، مما يجعل أجسادهم بدون أعضاء عرضة لإعادة التقسيم الطبقي. يصنفون الأجسام التي لا تحتوي على أعضاء إلى ثلاث فئات: الجسم الفارغ (BwO) فوضوي وغير متمايز لأنه يخضع لعملية إزالة الطبقات دون تكثيف؛ إن الجسم بدون أعضاء الكامل هو "مستوى من الاتساق" لأنه مدمر ومكثف، مما يسمح له بالدخول في علاقات جديدة؛ في هذه الأثناء، يكون الجسم بدون أعضاء السرطاني طبقيًا للغاية ويصبح "أغلبيًا"، وله أهداف محددة مسبقًا تقضي على إمكانات الجسم.
هناك مثالان مهمان للجسم بدون أعضاء يتعلقان بالبيض. مع تطور بيضة الطائر، لا يكون الأمر سوى تشتت تدرجات البروتين، التي لها كثافات متفاوتة وليس لها بنية واضحة؛ بالنسبة لدولوز وغواتاري، بيضة الطائر هي مثال للحياة "قبل تكوين الطبقات"، حيث أن التغييرات في العناصر النوعية للبيضة ستظهر ككائن حي متغير. وبشكل متصل، في ثقافة الدوجون، هناك اعتقاد بالبيضة التي تشمل الكون، حيث يكون الكون " مكانًا مكثفًا" (داخليًا مكثفًا)، يشبه بيضة الطيور. وفقًا لدولوز وجواتاري، فإن بيضة الدوجون عبارة عن جسم مكثف، تتقاطع فيه عدة خطوط متعرجة من الاهتزاز، ويتغير شكلها أثناء نموها دون أن يتم تقسيمها إلى أجزاء من خلال الأعضاء.

## إلتباس
يظل الجسد بلا أعضاء أحد المفاهيم والمصطلحات الأكثر غموضًا عند دولوز وجواتاري؛ على مدار حياتهم المهنية، تغير المصطلح من حيث المعنى وتم استخدامه بشكل مترادف مع مصطلحات أخرى، مثل مستوى المحايثة. لم يكن دولوز وغواتاري متأكدين مما إذا كانا يشيران إلى نفس المفهوم عند استخدام المصطلح؛ أعرب علماء دولوز وغواتاري أيضًا عن "اتفاق ضئيل أو عدم الاتفاق على الإطلاق" على هذا المصطلح، وفقًا للفيلسوف إيان بوكانان.

## تفسيرات

### نيك لاند
استخدم الفيلسوف الإنجليزي نيك لاند، الذي اعتمد على أعمال دولوز وغاتاري في عمله النظري في التسعينيات، مفهوم الجسد بدون أعضاء فيما يتعلق بإعادة تفسيره "القوطي السيبراني" للفلسفة القارية. في فلسفته، يتم تعريف الجسد بدون أعضاء بواسطة الأرض (جنبًا إلى جنب مع دولوز وجواتاري في ضد أوديب ) كنموذج للموت مع قدرة لا متناهية على تشتيت عناصره. على سبيل المثال، في ختام مقالته عام 1993 بعنوان "الفن كتمرد"، كتب:
الجسد بدون أعضاء هو في الوقت نفسه تجريد مادي، وتضاريس تفاضلية محددة بشكل ملموس والتي ليست سوى ما يتقاسمه الاختلاف بشكل فوري. الجسد بلا أعضاء هو سطح خالص، لأنه مجرد تماسك الشبكة التفاضلية، ولكنه أيضًا مصدر العمق.
وبالمثل، في مقالته "Cybergothic" عام 1995، حدد لاند الجسد بدون أعضاء كمفهوم في سلسلة تمثيلات "الموت كزمن في حد ذاته" - أو "الدرجة 0" من الاستمرارية المكثفة - والتي يتم ضمنها الزمن التجريبي. وفرة من الحالات غير المحددة، تتوافق مع كل من الوعي الفصامي وتبدد المادة من خلال الموت؛ تشمل هذه السلالة أيضًا جوهر سبينوزا، و"الإدراك الخالص" عند كانط، ودوافع الموت عند سيغموند فرويد، وعلى الأخص فكرة الروائي الأمريكي ويليام جيبسون عن الفضاء الإلكتروني.

## في الثقافة الشعبية
لمعلومات أكثر: فرقة جسم بلا أعضاء

## أنظر أيضا
- الرغبة في الإنتاج
- الفضاء الكامن
- طائرة المحايثة
- نظرية المادة

## فهرس
- Adkins، Brent (2015). Deleuze and Guattari's A thousand plateaus: A critical introduction and guide. Edinburgh University Press. ISBN:9780748686452.
- Albertsen، Niels؛ Diken، Bülent (2006). "Society with/out organs". في Fuglsang، Martin؛ Sørensen، Bent Meier (المحررون). Deleuze and the social. Edinburgh University Press. ISBN:9780748620920.
- Bazzano، Manu (3 يوليو 2021). "The body-without-organs: A user's manual". European Journal of Psychotherapy & Counselling. ج. 23 ع. 3: 289–303. DOI:10.1080/13642537.2021.1961833. S2CID:238794978.
- Brenner، Leon S. (2021). "Is the autistic body a body without organs?". في McLaughlin، Becky R.؛ Daffron، Eric (المحررون). The body in theory: Essays after Lacan and Foucault. Jefferson, North Carolina: McFarland. ISBN:9781476678559.
- Buchanan، Ian (2015). "The 'structural necessity' of the body without organs". في Buchanan، Ian؛ Matts، Tim؛ Tynan، Aidan (المحررون). Deleuze and the schizoanalysis of literature. London: Bloomsbury. ISBN:9781472529633.
- Carrier، Ronald M. (مايو 1998). "The ontological significance of Deleuze and Guattari's concept of the body without organs". Journal of the British Society for Phenomenology. ج. 29 ع. 2: 189–206. DOI:10.1080/00071773.1998.11665445.
- Clark، Vanessa (16 أبريل 2012). "Art practice as possible worlds". International Journal of Child, Youth and Family Studies. ج. 3 ع. 2–3: 198. DOI:10.18357/ijcyfs32-3201210866.
- Colombat، André Pierre (1991). "A thousand trails to work with Deleuze". SubStance. ج. 20 ع. 3: 10–23. DOI:10.2307/3685176. ISSN:0049-2426. JSTOR:3685176. مؤرشف من الأصل في 2023-12-15.
- Demers، Jason (أغسطس 2006). "Re-membering the body without organs". Angelaki. ج. 11 ع. 2: 153–168. DOI:10.1080/09697250601029333. S2CID:144031891.
- Fox، Nick J (ديسمبر 2011). "The ill-health assemblage: Beyond the body-with-organs" (PDF). Health Sociology Review. ج. 20 ع. 4: 359–371. DOI:10.5172/hesr.2011.20.4.359. S2CID:144369239. مؤرشف من الأصل (PDF) في 2023-11-19.
- Goodman، Steve (2010). Sonic Warfare: Sound, Affect, and the Ecology of Fear. MIT Press. ISBN:978-0-262-01347-5.
- Holland، Eugene W. (2008). "Schizoanalysis, nomadology, fascism". في Buchanan، Ian؛ Thoburn، Nicholas (المحررون). Deleuze and politics. Edinburgh University Press. ISBN:9780748632879.
- Kaufman، Eleanor (2004). "Betraying well". Criticism. ج. 46 ع. 4: 651–659. DOI:10.1353/crt.2005.0016. ISSN:0011-1589. JSTOR:23127250. S2CID:258105122. مؤرشف من الأصل في 2023-09-29.
- Land، Nick (2011). Brassier، Ray؛ Mackay، Robin (المحررون). Fanged Noumena: Collected Writings 1987-2007. MIT Press; Urbanomic. ISBN:9780955308789.
- Leston، Robert (2015). "Deleuze, Haraway, and the radical democracy of desire". Configurations. ج. 23 ع. 3: 355–376. DOI:10.1353/con.2015.0023. S2CID:146714920. مؤرشف من الأصل في 2023-09-29.
- Markula، Pirkko (فبراير 2006). "Deleuze and the body without organs: Disreading the fit feminine identity". Journal of Sport and Social Issues. ج. 30 ع. 1: 29–44. DOI:10.1177/0193723505282469. S2CID:144934352.
- Murphy، Jay (2015). "The Artaud effect". CTheory ع. Theorizing 21C. مؤرشف من الأصل في 2023-09-29.
- Smith، Daniel (مارس 2018). "What is the body without organs? Machine and organism in Deleuze and Guattari". Continental Philosophy Review. ج. 51 ع. 1: 95–110. DOI:10.1007/s11007-016-9406-0. S2CID:254800444.
- Whitlock، Matthew G. (2020). "The wrong side out with(out) God: An autopsy of the body without organs". Deleuze and Guattari Studies. ج. 14 ع. 3: 507–532. DOI:10.3366/dlgs.2020.0414. S2CID:225487537.